# مقبرة القسام

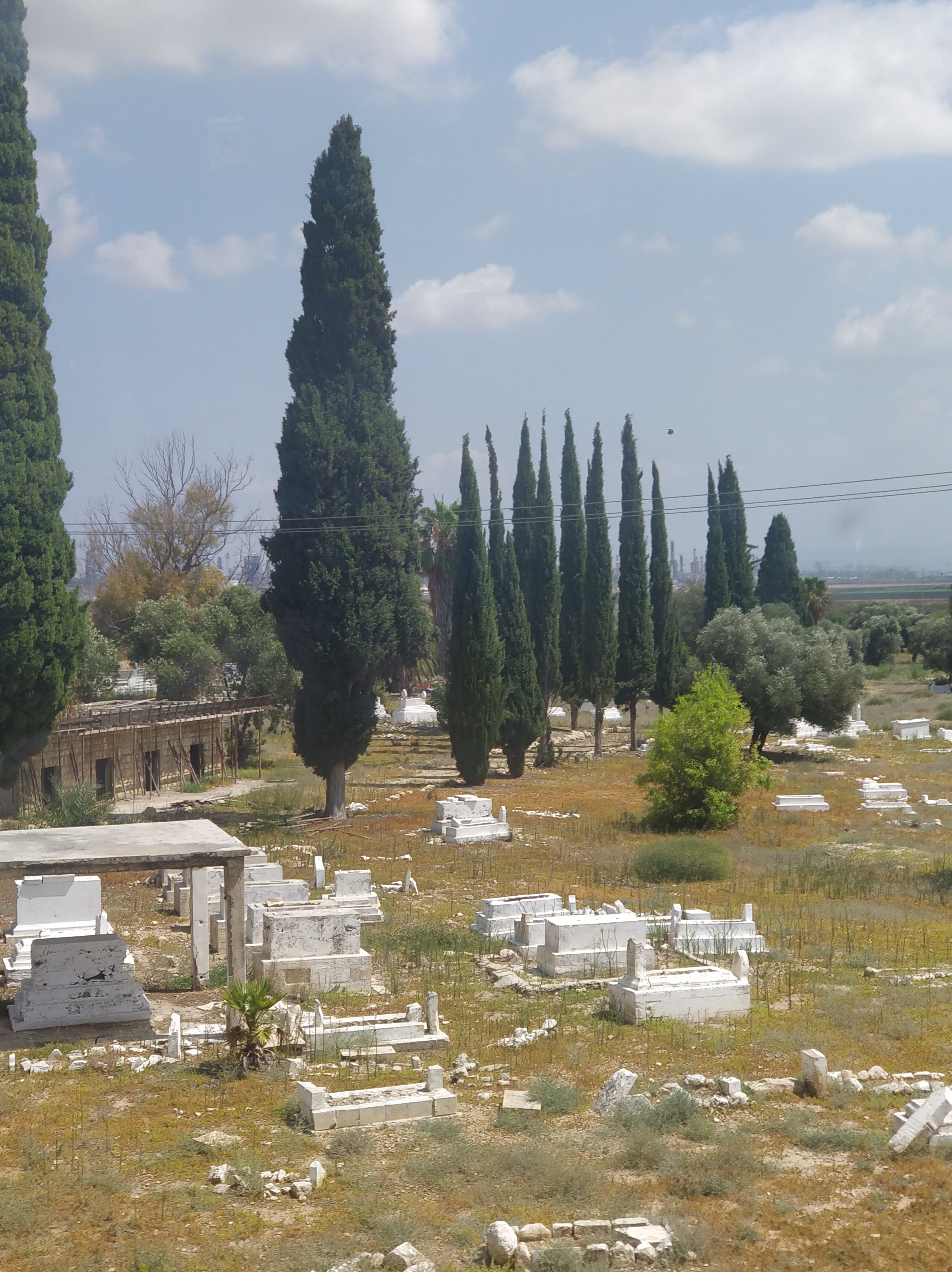

مقبرة القسام هي أرض وقفـية، وتعدّ من أكبر المقابر الإسلامية داخل الخط الأخضر. تضم رفات مئات الشهداء. إذ وتعتبر أول مقبرة شهداء أقيمت فـي فلسطين فـي القرن العشرين فـي عهد االاستعمار البريطاني. كذلك، هي ثاني أكبر مقابر الشهداء فـي داخل الخط الأخضر، بعد مقبرة "طاسو" فـي مدينة يافا، التي تعود إلى عهد الاستعمار الفرنسيّ فـي القرن الثامن عشر.
تقع أرض مقبرة القسام في بلد الشيخ وهي قرية مهجرة التي أقيمت على أنقاضها "تل حنان" الواقعة في مستوطنة "نيشر" بالقرب من مدينة حيفا. تبلغ مساحتها الإجمالية 44 دونمًا، حسب ما يفيد عضو لجنة متولي أوقاف حيفا. يعود عمر المقبرة إلى ما يزيد عن 100 عام، حيث تضم قبورها رفات وفيات القرية وبلدات قضاء حيفا، من بينهم عز الدين القسام الداعية السوري الذي استشهد على أرض فلسطين خلال مشاركته في التصدي للقوات البريطانية. عام 1935 وأدى مقتله إلى اندلاع ثورة 1936 ضد الاستعمار البريطانيّ.
مع حلول عام 1948 منعت السلطات الإسرائيليّة استمرار الدفن فـيها، ونتيجة لنهجير ونزوح القرى المحيطة بالمقبرة استولت السّلطات الإسرائيليّة على كل الأراضي الوقفـية ونهبت لجان الأوقاف والأئمة وصادرت الوثائق الّتي حازوها وأخفت معظمها. بعد تهجير غالبية سكان حيفا وقرى المنطقة، صارت المقبرة هدف للسّلطات الإسرائيليّة، سواء من قبل مؤسسات الدّولة او من قبل الأوساط الرأسمالية، فكلاهما كان شريكا فـي عملية النهب والاستيلاء الممنهج تحت رعاية محاكم صورية.
كانت المقبرة مسجلة باسم "وقف الاستقلال"؛ فرغم النّكبة وتبعاتها حافظ الأهالي على استمرارية وجودها، ولم تتمكّن السلطات الإسرائيليّة من السّيطرة الكلّيّة عليها، وتصنيفها تحت أملاك غائبين، مثلما فعلت حين صادرت الالاف الأوقاف تحت هذه الذّريعة. بعد سّن هذا القانون عام 1950 والذي بموجبه اعتبرت كل من صادرت أرضه ومن تم تهجيره عن أرضه غائبًا وصادرت أرضه.
أثيرت قضيّة المقبرة لاحقًا بعد أن قدّمت شركة استثمار "كيرور أحزاكوت" الإسرائيلية، طلباً إلى لجنة التنظيم والبناء "موردوت هكرمل" بطلب ترخيص لبناء جدار على أرض مقبرة القسام، مدعية ملكية 15 دونماً منها. تصدّت مركز الميزان لحقوق الإنسان لهذا الطلب، عبر توجيه طلب إلى لجنة التنظيم لوقف استصدار ترخيص البناء. أمّا من جانب محامي مؤسسة ميزان فقد أشار إلى أنّ طلب شركة "كيرور أحزاكوت" قُدّم دون علم لجنتي المتولين والوقف في جامع الاستقلال، لترخيص قسم من مقبرة القسّام من أجل بناء جدار حول المقبرة من باطون مسلح بارتفاع 2.5 متر مع ثلاث بوابات، وإغلاقها في وجه الزائرين. كذلك إجراء كهذا فيه تصرّف في ممتلكات وقف إسلاميّة ليس لأي شخص حقّ التّصرّف فيها.

## تاريخ إنشاء المقبرة
أنشأت أوقاف حيفا المقبرة في عام 1933 لسكان حيفا في بلد الشيخ، المتاخم لحي نيشر الذي تأسس عام 1923 وقد كان جميع سكّانه من اليهود. عارض المستوطنون إنشاء المقبرة وتوجّهوا إلى مختار المنطقة وطلبوا تخصيص مكان بديل للدفن. في البداية، مال الوقف إلى قبول اقتراح المستوطنين نيشر آنها، لكنه أصر في النهاية على الخطة الأصلية. وبعد معارضة الوقف، هدم المستوطنين المباني المحيطة بمنطقة المقبرة بحلول ديسمبر 1933 بامر من شرطة الاستعمار البريطاني.
انتهى بناء المقبرة عام 1934 وافتتاحها رسميًا للدفن. احتوت المنطقة أيضًا منطقة تجاريّة أقامها سكّان البلدة العرب شرقي المقبرة، وكانت تلك المنطقة مركز الحياة في المنطقة (ساحة الهستدروت اليوم). استولى المستوطنون على هذه المحلات التجارية بعد النّكبة، وبقيت مستخدمة حتى هدمها عند بناء الجسر الذي يمر فوق المقبرة لشق طريق 752 الّذي كان يسمّى حينها شارع النّاصرة (طريق بار يهودا).
دارت بتاريخ 20 تشرين الثاني 1935 معركة بين قوّات من الاستعمار البريطانيّ ومجموعة بقيادة عز الدّين القسام. دُفِن هناك عزّ الدّين القسّام هناك إذ بدأت جنازته من مسجد الجرينة، واستمرت باتجاه ميدان فيصل على طريق الاستقلال ومن هناك استمرت حتى المقبرة. ورافقت الجنازة هجمات وإلقاء الحجارة على ضباط الشرطة الذين رافقوا موكب الجنازة. وأصيب عدد منهم، وأصيبت حافلة تقل ركابًا يهود برشق بالحجارة. ومن المحتمل أن المقبرة توقفت عن نشاطها في نهاية الثلاثينيات. تم العثور على شاهد قبر يعود تاريخه إلى عام 1938 في المقبرة.

## تجريف المقبرة
اكتشفت لجنة متولي أوقاف حيفا سنة 2013 أنّ المقبرة مُصادَرة، وبدأت سلطات الاسرائيلية بالسيطرة على أجزاء من المقبرة. كانت أول محاولة مصادرة، هي مصادرة لمساحة 14 دونمًا، والثانية كانت بنفس المساحة، والجزء الأخير كانت بقية المقبرة. تدعي السلطات الاسرائيلية بحسب لجنة متولي الأوقاف أنه بيعت هذه الأراضي من قبل متولي أوقاف حيفا في الخمسينيات والسبعينيات. لكن هذه الادعاءات نفيت لعدم وجود الاثباتات. وعدم قدرة تصرف أي أحد فيها بسبب كونها وقف إسلامي.
تقوم السلطات الاسرائيلية سلسلة ممارسات وانتهاكات قانونية وميدانية على الأرض، في محاولة منها لشرعنة عملية المصادرة التي لم تتم بالكامل. تقسم السلطات الاسرائيلية لـ 3 أجزاء؛ الأول 14 دونمًا مقبرة يعترف بها الاحتلال، الثاني مساحته 14 دونمًا أيضًا تدعي ما تسمى "دائرة أراضي إسرائيل.
تستعد شركة إسرائيلية لتنفيذ أعمال تطوير تشمل شق شوارع ومد شبكة للمياه العادمة على حساب مقبرة القسام. بدعم من بلديّة نيشر. كذلك، هناك مساعي حثيثة للاستيلاء على أراضي المقبرة أو أجزاء منها عن طريق إقامة مخازن تجارية على جزء من المقبرة، أو اثبات ملكيّتها لأراضي المقبرة. وملاحقة من يهتم بشأن المقبرة أو يسعى لترميمها أو الحفاظ عليها.

## الاعتداء على المقبرة
في أوائل العقد الأول من القرن الحادي والعشرين، عند تخطيط مسار الطريق السريع 752 في قسمه الأوسط عند سفح مستوطنة نيشر، اتضح أنه من المخطط رصف الطريق في الطرف الجنوبي من منطقة المقبرة على أرض تابعة للوقف. مما أدّى إلى اندلاع احتجاجات من الفلسطينيين بما فيهم أهالي المدفونين، ولم تهدأ هذه الاحتجاجات حتّى عند اقتراح نقل الرّفات. واشتد الاحتجاج عندما تبين أن أحد القبور الموجودة في المقبرة هو قبر عز الدين القسام، رغم ادعاء رئيس البلدية دافيد عمر (דוד עמר) أنّ قبر القسام مدفون في عكا أصلا. وصودق على بناء الجسر يمر فوق المقبرة، حيث يقع قبر القسام إلى الشمال وبقربه. في 20 أيّار 2014 قام متطرّفون يمينيّون بالاعتداء على قبر القسام، ورشّوا القبر برموز نجمة داود وعبارة تدفيع الثّمن (תג מחיר).

## الحراك الشعبي
أقيمت خيمة اعتصام في المقبرة بمبادرة من لجنة المتابعة العليا ولجنة متولي وقف الاستقلال في حيفا. منذ 2021 ديسمبر احتجاجا على قرار المحكمة العليا الإسرائيلية، عقب قرارها بشأن قضية مقبرة القسام، عدم التدخل بسبب قانون التقادم. واقترحت المحكمة، في حينها سحب الاستئناف المقدم من ممثلي الأهالي وأقارب المتوفين المدفونين في المقبرة لإلغاء القرار وبيع جزء من مقبرة القسام، والتفاوض والتوصل لاتفاق بينهم وبين السلطات الاسرائيلية.

## سياسة السيطرة على الأوقاف
منذ عام 1948 كان هناك سياسة واضحة وممنهجة للسيطرة على الأوقاف المسيحيّة والإسلاميّة، يُعدّ وقف مسجد الاستقلال ومقبرة القسّام أحد النّماذج على هذه السّياسة، من خلال التّحايل وسنّ القوانين العنصريّة مثل: قانون امتلاك الأراضي في فلسطين عام 1952 وهذا لمصادرة الأراضي. يختصر هذا القانون بـ"ح. ر. م" (חוק רכישת מקרקעים)، وهو قانون يجيز للحكومة الإسرائيليّة الاستيلاء على الأراضي بحجّة استخدامها للصّالح العامّ. ولم يمضٍ الكثير من الوقت حتّى بدأت تبيعها لشركات خاصّة، وهذا يعدّ تناقض بين الادّعاء القائم عليه القانون والتّطبيق له.
سنّت الحكومة الإسرائيليّة عام 1965 قانون اسمه "لجنة الأمناء" والّتي عُيّنت بموجبه لجان للحفاظ على الأوقاف الإسلاميّة في حيفا، يافا، عكّا، اللّد، الرّملة، لتخلق هيئة قانونيّة يتمّ من خلالها تصفية هذه الأوقاف بموجب القانون. تعدّ هذه اللّجان مُسيّرة وموجّهة من قبل إسرائيل لتمرير صفقات وهميّة. على سبيل المثال لا الحصر: الصّفقة الّتي عُقِدت مع المتولّي لشؤون وقف الاستقلال سهيل شكري وتمّ في ظاهر الأمر أنّه بدّل اراضٍ من مقبرة القسّام بمقبرة جديدة في كفر سمير في طيرة الكرمل قضاء حيفا. ليتضح لاحقًا أنّها أعطت كلًّا من الطّائفتين اليهوديّة والمسيحيّة أراضٍ دون مقابل في كفر سمير والصّفقة الّتي حدثت مع سهيل شكري هو تحايل فقط الاستيلاء على مقبرة القسّام.

## المسار القضائي
أرسلت مطلع عام 1961 إلى المحكمة الشّرعيّة في عكّا موقعة من أعضاء مَتَولي وقف الاستقلال وهم: سهيل حسن شكري، راسم صدقي، سعدي قرمان، فوّاز السعد، عبد الكريم أبو سالة تطالب قاضي المحكمة الشرعية فـي عكا الشّيخ موسى الطّبريّ قاضي المحكمة الشّرعيّة آنها، بالمصادقة على صفقة تبادل الأراضي. إذ يتنازل بموجبها عن مساحة من أرض مقبرة القسّام مقابل 30 دونمًا فـي قسيمة 2 بحوض 11229، وبناءً على هذا يتم إزالة وصف الوقف عن المساحة المراد استبدالها من مقبرة القسام. بتاريخ 13.2.1961 يتمّ التّنازل واستبدال الأراضي من مقبرة القسّام بأراضي من طيرة الكرمل- طيرة حيفا لاستخدامها كمقبرة لدفن المسلمين هناك.
بالرغم من أنّ الأراضي الّتي تنازل عنها أفراد "لجنة الامناء" كانت مليئة بالقبور، بخلاف ما اشترط عليه القاضي في المحكمة الشّرعيّة، إلّا أنّ سهيل حسن شكري ومن معه ودائرة أراضي إسرائيل بإخفاء حقيقة وجود قبور فـي قطعة الأرض المختارة، من أجل تجاوز الشرط الذي اشترطته المحكمة؛ لذا فإنّ هذا الاتفاق باطل الأصل. فقد تم اثبات وجود قبور فـي القسيمة 47 والقسيمة رقم 49 فـي الحوض رقم 11229 المذكورتين فـي إطار التّبادل.
يجدر الإشارة إلى أنّ متولّي الوقف المُعيّن من الحكومة، لم يقدم مستند موقع من محكمة الاستئناف الشرعية فـي القدس، التي أسماها "أورشليم"، استنادًا إلى الادعاء أن محكمة الاستئناف صادقت ً هي أيضًا على الصفقة واستمر ذلك المَتَولي -بالشراكة مع دائرة الأراضي- في إخفاء حقيقة وجود قبور فـي القسيمة وحقيقة بطلان قرار المصادقة للمحكمة الشّرعيّة في عكّا.
وُقِّع بتاريخ 1970/8/9 على اتفاق وبموجبه سلم مَتَولي الوقف -آنها- سهيل حسن شكري، لسلطة الأراضي في إسرائيل غالبية مساحة مقبرة القسّام أي ما يعادل قريبا 31 دونمًا، منها 15 دونمًا صودرت سابقًا فـي مقابل تخصيص قطعة أرض للمسلمين فـي مجمع المقبرة بـكفر سمير فـي طيرة الكرمل قضاء حيفا.
صفقة التبادل لم يوقعها سهيل شكري نفسه، إنّما وكّل شخصيّة وهميّة تدعى عوفـيد يوم طوف (עובד יום טוב)، الذي أجرى المفاوضات نيابة عنه. بالمقابل تدّعي شركة "كيرور أَحَزكوت" التجارية التي تدعي ملكيتها على مساحة 15 دونمًا من أرض المقبرة لشرائها إيّاها من دائرة أراضي إسرائيل بغية بناء مجمع تجاري هناك. اتضح لاحقًا، أنّ دائرة أراضي إسرائيل قد باعت هذا الجزء للشركة بحجة أنها امتلكته بعد اتفاقيّة التبادل، بناء على ادّعائها أنّ هذه المساحة ليست جزءا من المقبرة وأنها خالية من القبور.
في أعقاب ذلك قامت مؤسسة ميزان لحقوق الإنسان وهيئة متولي أوقاف حيفا بإجراء مسح شامل للمقبرة، وتبيّن أن جميع أرضي المقبرة تحتوي رفات مسلمين وأنّه لا صحة لادعاء السّلطات الاسرائيليّة أن هذا الجزء الذي امتلكته وفقًا لاتفاق التّبادل مع مَتولي الوقف السابق والتي باعته للشركة خالي من القبور.
ضمن البينات التي اثبتت التّحايل على المحكمة الشرعية حول وجود قبور فـي القسيمة، ففـي تاريخ 1991/11/19 عقدت جلسة فـي مسجد الاستقلال، بين ممثل دائرة الأراضي إسرائيل وبين مندوب عن مَتولي الوقف بحضور القاضي سليم سمارة في المحكمة الشرعية، وفـي إطار الجلسة ادعت دائرة الأراضي كانت ملكها بناءً على الاتفاق. وأنّ أعمال الصّيانة داخل المقبرة كانت دون تصريح أو صلاحية. فـي نهاية الجلسة، طلب القاضي سليم سمارة تقديم الوثائق الخاصّة بهذه القضيّة من لدن دائرة الأراضي في إسرائيل؛ وبناءً على هذا أرسلت له بتاريخ 1991/12/1، أشارت فـيها إلى أنه ضمن بنود الاتفاقيّة إخلاء القبور من الرّفات، الّتي كان على المتَولي الّذي أبرم الصّفقة يوم 1971/2/4 نظير هذا 400 ليرة، أن يقوم بهذا، ولكن للآن لم تتمّ عمليّة النّقل حتّى هذا اليوم. ووجود الرّفات يبطل الاتفاقيّة؛ وهذا لأنّ شروط جوازها لم تتمّ.
أمّا فـي 1999/6/24 قدمت دائرة أراضي إسرائيل دعوى فـي محكمة الصلح فـي حيفا تحمل رقم ملف: 99/16230 فيه استصدار لأمر قضائي ضد المَتَولي وضد لجنة أمناء الوقف فـي حيفا. أمّا بتاريخ 1999/11/14 فقد قدّمت دائرة أراضي إسرائيل طلبًا لاستصدار أمر مؤقت ضد مَتَولي وقف مسجد الاستقلال، وضد لجنة المَتَولي المسلمين فـي حيفا، وتم استصدار قرار حكم غيابي يوم 2000/1/11 يلزم المَّدعى عليهم نقل الرّفات التي فـي القبور المتواجدة فـي القسيمة 47 إلى مقبرة المسلمين فـي طيرة الكرمل أو إلى قسيمة 48 أو إلى أي مكان أخر.
قامت السّلطات الإسرائيليّة بتمليك شركة "كيرور أحزكوت" عام 2013، بعد أن كانت قد أجّرتها لمّدة 49 عام. قدمت شركة كيرور أحزكوت" في عام 2014 دعوى في محكمة الصلح في الكريوت ضدّ مؤسسة الأقصى ومتولّي أوقاف مسجد الاستقلال، تطالب ُ فـيها من المحكمة بإصدار قرار حكم يمنع المَّدعى عليهم من دخول المقبرة وصيانتها، وهذا لأنّها هي صاحبة ملكيّة الأرض، كذلك طلبت نقل رفات 23 متوفّى بما فيهم القسّام.
وفقًا للمحامي محمد سليمان إغبارية الممثّل عن مؤسسة الأقصى للأوقاف والتراث قررت المحكمة تأجيل البتّ فـي القضية وطلبت من النيابة إعادة صياغة لائحة الدّعوى. أشارت المحكمة آنه هناك إمكانية التسوية بين الشركة والسلطات الإسرائيليّة، بدون هيئة الأوقاف -كون السّلطات الإسرائيليّة هي الّتي أجّرت القسيمة- وتفضي بتعويض الشّركة عن الإضرار الّتي تكبّدتها عوضًا عن أراضي المقبرة. طالبت الشّركة بقرار عاجل بإخلاء القبور استنادًا إلى قرار غيابيّ تمّ اتّخاذه قبل 15 عامًا، أمّا المحكمة فقد أجّلت البتّ في القضيّة لجمع الأدلّة الكافية والشّهود.
ألغت المحكمة الشّرعيّة فـي 2016/2/15 فـي حيفا كافة الاتفاقيّات الّتي أبرمت منذ العام 2009 والعقود التي أبرمتها لجنة الوقف السابقة والمعزولة، إذ اعتبرتها المحكمة لاغية وغير شرعية. وهذا في أعقاب الدعوى القضائيّة الّتي قدّمها المحامي فريد حسين باسم لجنة متَولي وقف الاستقالل فـي حيفا للمحكمة ّ الشرعية مطالبا إياها إلغاء كافة الاتفاقيات غير القانونية التي أبرمتها لجنة الوقف السّابقة. وبهذا استجاب القاضي هاشم سواعد لطلب لجنة مَتولي وقف الاستقلال.
تقدّم المحامي مصطفى سهيل محاميد بتاريخ 2016/6/20 اسم مؤسسة ميزان لحقوق الانسان إلى المحكمة الشرعية فـي عكا بطلب مراجعة ملفات ّ المحكمة الشرعية المرقمة، 65/10 ،61/11، 62/24. وطلب محامي مؤسسة ميزان من أمانة المحكمة الشرعية الالتزام بالأوامر وتحديد موعد لمراجعة الملفات وتصويرها. وذلك بناء على قرار محكمة الصلح.
أُجّل القرار ببت بمسألة المقبرة الّتي عُقِدت بتاريخ 2017/11/30 لمناقشة القضية. توصل الأطراف إلى اتفاق على تعيين خبير مختص فـي طبقات الأرض (الجيولوجيا) وخبير فـي الشريعة الإسلامية، لتحديد قضية وجود قبور فـي المنطقة والحكم الشرعي فـي هذه القضية.
قام مجموعة من الخبراء بتاريخ 2018/1/30 بمعاينة المقبرة لفحص الأماكن الّتي توجد أماكن القبور. وأكدت مؤسسة الميزان المترافعة عن متَولي حيفا أن القبور موجودة بكل مساحات المقبرة ممّا يجعل صفقة باطلة. وهذا إبان فحص أوليّ من الخبراء الّذي أجري بتاريخ 2018/2/4 وتبيّن وجود قبور مخفيّة تحت طبقات الأرض ممّا يؤكّد بطلان الاتفاقيّة المزمعة مع متولّي الوقف السّابق. عقدت محكمة الصلح فـي حيفا بتاريخ 2018/7/15 جلسة للنظر فـي ملف مقبرة القسام واستمعت إلى طعون. فقد قامت "كيرور أحزكوت" بتجريف حوالي 15 دونمًا من أراضي المقبرة. فاجأ القاضي في أعقاب الجلسة المطوّلة طاقم المحامين بعرض فكرة شراء القسم المتنازع عليها؛ فكان رد المحامين بأن الإجابة هي متعلّقة بعدّة أطراف. كما يرى طاقم الدفاع أن مسألة دفع تعويضات للشركة، يجب أن تتكفّل بها، بصفتها الجهة التي قامت بتسريب أرض المقبرة المؤسسة الإسرائيليّة المتنازع عليها إلى الشركة الّتي تزعم ملكية جزء من أراضي المقبرة.
أمهلت المحكمة طاقم الدفاع شهر للرد حول مقترح القاضي شراء القسم المتنازع عليه من المقبرة، كما تلقى طاقم الدفاع العديد من الأسئلة من القاضي الّتي تلزمه بالرّدّ عليها خلال فترة لا تتجاوز الـ 3 أشهر. وحدد القاضي 3 جلسات لمواصلة النظر فـي ملف المقبرة. على أن تكون الجلسة الأولى فـي كانون ثاني من عام 2019. َ
قررت المحكمة فـي شهر حزيران سنة 2020 قبول ادعاءات السّلطات الإسرائيليّة وشركة "كيرور أحزكوت" وردت الدعوى التي قدمها الأهالي ولجنة متولّي الأوقاف، دون إجراء مداولات أو سماع شهود، حتى لو كان غيابي وهذا لوجود قرار قبول الإدعاء بالتّقادم. قررت اللّجنة الشّعبيّة للدّفاع عن مقبرة القسّام بتاريخ 2020/7/4 الاستئناف على القرار الغيابي والتوجه إلى المحكمة العليا فـي القدس من أجل إنقاذ المقبرة من النبش والتجريف والبناء عليها. وذلك بعد التشاور مع طاقم الدفاع والمتابعين لهذا الشأن. نظرت المحكمة العليا الإسرائيليّة بتاريخ 2020/10/27 في الاستئناف المقدّم من مَتولي الوقف وأهالي المتوفّين على قرار المحكمة المركزية فـي حيفا، الذي رفضت فـيه طلب البيع بين سلطة التطوير وشركة "كيرور أحزكوت" لنحو 14 دونما من المقبرة والتي ثبت وجود قبور فـيها.
قررت المحكمة العليا الإسرائيليّة بتاريخ 2021/11/29 في لجلسة الأخيرة للبتّ في أمر المقبرة، عدم التدخل فـي القضية بسبب قانون التقادم، واقترحت سحب الاستئناف المقدم من قبل ممثلي الأهالي وأقارب المتوفـين المدفونين فـي المقبرة وإلغاء مصادرة وبيع جزء من مقبرة القسام، والتفاوض والتوصل لاتفاق بينهم وبين السلطات الرسمية فـي إسرائيل.

## فتوى رئيس محكمة الاستئناف
أصدر البروفيسور أحمد ناطور -أستاذ الشريعة الإسلامية فـي كلية الحقوق فـي الجامعة العبرية ورئيس محكمة الاستئناف الشرعي العليا سابقًا- بتاريخ 2018/3/6 فتوى بناء على توجه مؤسسة ميزان لحقوق الإنسان ومتَولي وقف الاستقلال فـي حيفا بسؤال حول الحكم الشرعي لاستبدال جزء من أرض المقبرة ونبش القبور، حيث قام مَتَولي وقف الاستقلال آنذاك- سهيل شكري الانف الذّكر- بالتوجّه لقاضي المحكمة الشّرعيّة في عكّا آنها وصودق على طلبه تبادل الأراضي بتاريخ 1969/10/7 بعد إخفائه أنّ أراضي المقبرة تحتوي رفات موتى في أماكن عدّة على امتدادها، وتحايل على القاضي آنها.
تتلخّص الفتوى البروفيسور أحمد ناطور فـيما يلي:
1. إنّ استبدال أرض المقبرة لم يكن له مسوغ شرعي وفقا لشروط الاستبدال.
2. إن قرار القاضي بما أسماه "رفع اسم الأوقاف" عن جزء من المقبرة لا أساس له شرعا، فهو لا يستند إلى حكم شرعي، حيث إن حرمة الموتى وترابهم الموقوف على الدفن إنما هي حرمة قائمة دائمة لا تزول وهي جزء من عقيدة المسلمين وليست منوطة بتقدير القاضي.
3. لقد ارتكب المَتَولي إثما فاحشًا عند نبش القبور وكان على القاضي عزله عن الولاية بسبب ذلك فورًا.
4. إن شهادة موظفـي الدولة والمتَولي آنذاك بنبش القبور واستخراج رفات الموتى هو دليل وجود رفات منتشرة على أراضيها.
5. إنّ الاستبدال باطل من أساسه الاشتراط القاضي خلو الأرض من القبور.
6. لا يجوز استغلال أرض المقابر للزرع أو البناء أو أي نوع آخر من الاستفادة من الأرض، طالما كانت الأرض موقوفة على الدفن.[1]